# Joseph Margolis
Joseph Zalman Margolis (Newark (Nueva Jersey), Estados Unidos, 16 de mayo de 1924-8 de junio de 2021) fue un filósofo estadounidense. Un radical historicista, publicó muchos libros de crítica de los supuestos centrales de la filosofía Occidental, y ha elaborado una sólida forma de relativismo.
Sus afinidades incluyen a Protágoras, Hegel, C. S. Peirce, John Dewey, Ludwig Wittgenstein, W. V. Quine.

## Biografía
Joseph Margolis era hijo de inmigrantes judíos de Europa central. Su padre, un dentista, leyó ampliamente literatura y dominaba cuatro idiomas.
Margolis sirvió en la Segunda Guerra Mundial como paracaidista y fue herido durante la Batalla de las Ardenas, donde perdió a su único hermano, un gemelo. Estudió en la Universidad de Columbia, obteniendo el M.A. (1950) y el Ph.D. (1953) en filosofía. Sus contemporáneos en Columbia incluyeron al teórico del arte Arthur C. Danto y al filósofo Marx Wartofsky.
Margolis ha enseñado en numerosas universidades en los Estados Unidos y Canadá y ha dado conferencias en toda Europa, en Japón, Nueva Zelanda y Sudáfrica. Desde 1991, ha ocupado la Cátedra de Filosofía Laura H. Carnell en la Temple University.
En 1973 Margolis fue uno de los firmantes del Manifiesto Humanista II.
Falleció el 8 de junio de 2021, a la edad de 97 años.

## Filosofía

### Introducción
Como se establece en Historied Thought, Construted World (California, 1995), Margolis sostiene que la filosofía se refiere principalmente a tres cosas:
- lo que suponemos que es la naturaleza del mundo real, y por qué;
- lo que suponemos es cuánto podemos saber sobre el mundo real, y por qué;
- y después de haber respondido esas preguntas lo mejor que podemos, cómo debemos vivir nuestras vidas y por qué.

Él ve la historia de la filosofía concerniente a estas tres preguntas de la realidad, el conocimiento y la ética como un movimiento gradual lejos de la idea de que cualquiera de estos tres ámbitos es inmutable y hacia una aceptación creciente del cambio real que infecta las tres esferas. Margolis enfatiza que la legitimación es la tarea principal de la filosofía.
Margolis defiende la máxima de Protagoras de que "el hombre es la medida de todas las cosas", argumentando que todos los primeros principios inmutables deben dar paso a afirmaciones de verdad consensuadas, aunque no críticas. Dado que "el hombre", la medida, es él mismo una criatura de la historia, no es posible sostener reclamos modales de invariancia. Margolis afirma además que no debe haber ninguna contrariedad ya sea de re o de dicto o de cogitatione. 
El mundo es un flujo y nuestro pensamiento al respecto también fluye. Margolis ve toda la historia de la filosofía occidental como una lucha entre los defensores del cambio y aquellos que, como Parménides, niegan que el cambio sea inteligible, o aquellos, como Heráclito, que encuentran algunos logos o leyes que supuestamente gobiernan los cambios admitidos. Ha argumentado que el privilegio cognitivo de lo inmutable perdura incluso en la filosofía relativamente pragmática, como el trabajo de W.V. Quine. No obstante, Margolis propone posibles modos de legitimación incluso bajo la ubicuidad del flujo. Contrariamente a los filósofos posmodernos como Richard Rorty o Jean-François Lyotard, argumenta que nuestra falta de privilegio cognitivo significa que la necesidad de una justificación filosófica se vuelve más apremiante, no menos.
Margolis comenzó cerca de la llamada escuela de la filosofía analítica de habla inglesa, pero su trabajo maduro se basa libremente en la filosofía continental. En gran parte, este eclecticismo disciplinario refleja su ambición de superar la aparente oposición entre la tradición naturalista de la filosofía analítica y la tradición humanista de la filosofía continental.
Para lograr esto, Margolis trata lo "natural" como ontológicamente antes de lo cultural, mientras enfatiza que solo conocemos la naturaleza a través de medios culturales, por lo tanto, que lo cultural es epistemológicamente anterior a lo natural. Esta posición se desarrolla extensamente en su Yo y Otros Textos (Penn State, 2001).
Sus búsquedas filosóficas, expresadas mediante una programación explícita, son:
- una crítica de la mayoría de los filósofos occidentales convencionales, clásicos y modernos;
- la defensa de una forma consistente de relativismo;
- la defensa de un historicismo radical, que evita las trampas de historicismos pasados, como los de Hegel, Marx o Michel Foucault;
- y una explicación de cómo funciona la legitimación bajo sus condiciones historicistas.

### Relativismo
Margolis ha publicado más de treinta libros sobre diversos temas de filosofía. En Historied Thought, Construted World (California, 1995), argumenta que la filosofía adopta acríticamente la visión platónico-aristotélica de que "necesariamente, la realidad está invariablemente estructurada y, cuando se conoce, se sabe que es así". Comenzando con su contrapropuesta - "(2.1) No es de ninguna manera conceptualmente necesario que la realidad posea estructuras invariables o una naturaleza invariable" - Margolis gradualmente traza una visión alternativa. Por ejemplo, Margolis sostiene que la discusión de Aristóteles sobre el principio de no contradicción presupone la inmutabilidad de las cosas individuales en lugar de proporcionar ninguna prueba de la supuesta ley. En la visión de Margolis, la no contradicción se aplica a las "fórmulas oracionales" y no a las "oraciones significativas", ya que el discurso en uso siempre puede compensar cualquier aparente contradicción a través de la reinterpretación, como se hace rutinariamente en la ciencia (por ejemplo, en el caso del teoría de ondas versus teoría corpuscular de la luz). En otras palabras, no existe una necesidad conceptual para aceptar una lógica estrictamente bivalente; nuestras lógicas dependen, en un sentido profundo, de lo que pre-pensamos que es el mundo real. Por lo tanto, no hay ninguna razón para rechazar el relativismo en absoluto, porque el mundo bien puede ser el tipo de lugar de juicios incongruentes - juicios que en una lectura bivalente serían "verdaderos" o "falsos", pero ahora ya no lo son, adhiriéndose a una lógica muy valorada, que es lo único que todas las criaturas como nosotros podemos esperar legítimamente.
Margolis pasa a examinar la referencia y la predicación como nuestra capacidad para sondear y comunicar los resultados de nuestras investigaciones. El discurso constante - la realización de declaraciones de hechos - por ejemplo, solo necesita confiar en la identificación y reidentificación de los elementos para que resulte eficaz en el uso. Por lo tanto, la memoria histórica y el consenso, junto con una capacidad de narración, son todo lo que se necesita para garantizar la estabilidad de lo que hacemos referencia, no es necesario nada esencial en las cosas mismas, para que nuestro discurso constante pueda florecer e incluso prosperar. 
Margolis critica a los postmodernistas como Rorty, afirmando que corren el riesgo de deshabilitar el discurso constativo en sus temores objetivistas de privilegio. Según Margolis, es necesario que no haya ningún privilegio conceptual involucrado en hacer declaraciones, ni en las justificaciones proferidas por las declaraciones hechas.
Aun así, Margolis enfatiza que no se puede prescindir de las justificaciones, ya que cualquier enunciado implica un conjunto completo de creencias sobre cómo es el mundo y sobre cómo lo conocemos. Debemos legitimar nuestras declaraciones lo mejor que podamos, de lo contrario, nunca deberíamos saber por qué deberíamos elegir algunas sobre otras, ni debemos saber cómo proceder para hacer otras declaraciones que se basen en nuestros ejemplos originales, pero van más allá.
La clave de cómo "continuamos" se encuentra en el postulado principal de Margolis en Pensamiento Historizado, Mundo Construido: "Pensar es una historia". Hacer una referencia significativa dentro del discurso constativo es una habilidad completamente histórica. Lo que predicamos -sobre lo que se refiere así- es también histórico. Margolis argumenta que la lucha para afianzar la inmutabilidad, ya sea en el pensamiento humano, la naturaleza humana o la naturaleza física, ha sido, en gran parte, una lucha inútil contra el reconocimiento de la falta de cualquier naturaleza fija del ser humano. Es inútil, afirma Margolis, en el sentido de que no tenemos naturalezas, sino que somos historias. Sin embargo, Margolis admite que hay suficientes estabilidades artificiales y fijaciones artificiales para todos. Existe el peso habitual de lo acostumbrado, el lento cambio en los lenguajes humanos, la inercia de las instituciones.

### Naturaleza histórica de lo humano
Margolis reconoce que la "naturaleza" histórica de lo humano -y por lo tanto de la verdad, del juicio, de la realidad y el resto- no es su propio descubrimiento, sino que critica a la mayoría de las versiones anteriores del historicismo como víctimas de algún anhelo teológico o teleológico, como en el Geist de Hegel, el utopismo de Marx o la historia del ser de Heidegger. En la visión de Margolis, las afirmaciones de verdad de épocas históricas anteriores tienen su peso histórico, de nuestro propio presente histórico, nuestras propias afirmaciones de verdad con respecto a las suyas están sujetas a nuestro propio prejuicio y ceguera, pero las nuestras deben ser aun legitimadas de la mejor manera que podamos, teniendo en cuenta lo más humanamente posible, aunque nunca superado, nuestro horizonte limitado a través de la autocrítica.

### Cinco postulados básicos
Margolis afirma que cinco temas filosóficos han cobrado impulso desde la época de Kant. Son:
- La realidad es cognitivamente intransparente. Es decir, todo lo que decimos sobre el mundo debe pasar por nuestros esquemas conceptuales y los límites de nuestro lenguaje, por lo tanto, no hay forma de saber si lo que decimos "corresponde" a lo que hay; cómo es el mundo independientemente de que lo investiguemos.
- La estructura de la realidad y la estructura del pensamiento están simbiotizadas. Es decir, no hay forma de saber qué parte de la aparente inteligibilidad del mundo es una contribución de la mente y cuánto contribuye el mundo a esa aparente inteligibilidad.
- Pensar tiene una historia. Es decir, todo lo que consideramos como un comportamiento universal, racional, lógico, necesario y correcto, las leyes de la naturaleza, etc., están cambiando la existencia histórica de diferentes sociedades y grupos sociales. Todos están abiertos al cambio y todos son los sitios de la lucha hegemónica.
- La estructura del pensamiento está preformada. Es decir, nuestro pensamiento está formado por el proceso de enculturación por el cual los bebés humanos se convierten en adultos. El bebé comienza en un espacio holístico que analiza inmediatamente de acuerdo con las normas y la conducta y el lenguaje en que se cría. Al participar en el proceso, lo alteramos, nos alteramos y alteramos las condiciones para la próxima generación.
- La cultura humana, incluidos los seres humanos, están construidos socialmente o están socialmente constituidos. Es decir, no tienen naturalezas, pero son (referencialmente) o tienen (predicativamente) historias, carreras narrativas.

Abrazó los cinco temas por separado y conjuntamente y concluye que en nuestras futuras investigaciones de nosotros mismos y de nuestro mundo corremos el riesgo de ignorarlos bajo nuestro propio riesgo. 

### Filosofía del arte
Sus propias investigaciones sobre "nosotros mismos" han continuado con un enfoque en la consideración de las artes como una expresión del ser humano. En Qué, después de todo, es una obra de arte (1999) y Selves y otros textos (2001), elaboró sobre su trabajo anterior sobre la similitud ontológica entre personas humanas y obras de arte. Estas últimas - definidas como "entidades culturalmente emergentes físicamente" - las trata como ejemplos de "expresión humana". Margolis argumenta que el mundo cultural es un dominio semánticamente denso y semántico, lleno de textos, actos y artefactos de auto interpretación.

## Afinidades y crítica
Margolis tiene afinidades filosóficas con Hegel, Marx, Peirce, John Dewey, el último Wittgenstein y Michel Foucault. Desde Hegel y Marx, toma su historicismo sin sus teleologismos o teorías de algún objetivo histórico. De Peirce, toma la idea de la alteridad, la brutalidad de las cosas que guía nuestro sentido de la realidad. Con Dewey, comparte la convicción de que la filosofía nunca debe exceder los límites "naturales". Con Wittgenstein, sostiene que "lo que debe ser aceptado, lo dado, es - por así decirlo - las formas de vida" (PI; 226). Finalmente, Margolis ve el "a priori histórico" de Foucault como un reemplazo justo para el a priori trascendental de Kant.
Margolis ha criticado extensamente lo que él ve como el cientificismo en la filosofía, señalando que pensadores como Noam Chomsky, Paul Churchland, Jerry Fodor, y Daniel Dennett como los modernos defensores de la invariancia.

### Como único autor
- Pragmatism Ascendent: A Yard of Narrative, A Touch of Prophecy, Stanford University Press, 2012 (Michael A. Peters review on Notre Dame Philosophical Reviews).
- The Cultural Space of the Arts and the Infelicities of Reductionism. New York: Columbia University Press, 2010. xvi + 213 pp.
- Pragmatism's Advantage: American and European Philosophy at the End of the Twentieth Century. Stanford: Stanford University Press, 2010. 172 pp.
- Culture and Cultural Entities. 2nd edition (with new preface and concluding chapter). Dordrecht: Springer, 2009. 156 pp. (1st edition 1984).
- The Arts and the Definition of the Human: Toward a Philosophical Anthropology.  Stanford: Stanford University Press, 2008. 200 pp.
- On Aesthetics: An Unforgiving Introduction. Belmont, Cal.: Wadworth, 2008. 204 pp.
- Pragmatism Without Foundations: Reconciling Relativism and Realism. 2nd edition. London and New York: Continuum, 2007. 286 pp. (1st edition 1986)
- Introduction to Philosophical Problems. 2nd edition. London and New York: Continuum, 2006. 266 pp. (1st edition titled Knowledge and Existence 1973)
- Moral Philosophy After 9/11. University Park, PA: Pennsylvania State University Press, 2004. 150 pp.
- The Unraveling of Scientism: American Philosophy at the End of the Twentieth Century. Ithaca, N.Y.: Cornell University Press, 2003. 178 pp.
- Reinventing Pragmatism: American Philosophy at the End of the Twentieth Century. Ithaca, N.Y.: Cornell University Press, 2002. 224 pp.
- Selves and Other Texts: The Case for Cultural Realism. University Park: Pennsylvania State University Press, 2001. 224 pp
- What, After All, Is a Work of Art? Lectures in the Philosophy of Art. University Park: Pennsylvania State University Press, 1999. xxii+ 143 pp.
- A Second-Best Morality. The Lindley Lecture, University of Kansas, 14 October 1997. Lawrence: University of Kansas, 1998. 26 pp.
- Life without Principles: Reconciling Theory and Practice. Oxford: Basil Blackwell, 1996. x + 262 pp.
- Historied Thought, Constructed World: A Conceptual Primer for the Turn of the Millennium. Berkeley: University of California Press, 1995. x + 377 pp. (text online at escholarship.org)
- Interpretation Radical But Not Unruly: The New Puzzle of the Arts and History. Berkeley: University of California Press, 1995. xiii + 312pp. (text online at escholarship.org)
- The Flux of History and the Flux of Science. Berkeley: University of California Press, 1993. x + 238 pp. (text online at escholarship.org)
- The Truth about Relativism. Oxford: Basil Blackwell, 1991. xvi + 224pp.
- Texts Without Referents: Reconciling Science and Narrative. Oxford: Basil Blackwell, 1989. xxiv + 386 pp.
- Science Without Unity: Reconciling the Natural and the Human Sciences. Oxford: Basil Blackwell, 1987. xxii + 470 pp.
- Pragmatism Without Foundations: Reconciling Relativism and Realism. Oxford: Basil Blackwell, 1986. xx + 320 pp.
- Psychology: Designing the Discipline. With Peter Manicas, Rom Harré, and Paul Secord. Oxford: Basil Blackwell, 1986. viii + 168 pp.
- Culture and Cultural Entities. Dordrecht: D. Reidel, 1984. xiv + 162 pp.
- Philosophy of Psychology.  Englewood Cliffs: Prentice-Hall, 1984. xvi + 107 pp.
- Art and Philosophy. Atlantic Highlands, N.J.: Humanities Press; Hassocks: Harvester Press, 1980. xiii + 350 pp.
- Persons and Minds. Boston Studies in the Philosophy of Science. Dordrecht: D. Reidel, 1978. x + 301pp. Translated into Russian translation, (Moscow: Progress Publishers, 1986), 419 pp.
- Negativities: The Limits of Life. Columbus, Ohio: Charles Merrill, 1975. ix + 166 pp.
- Knowledge and Existence: An Introduction to Philosophical Problems. New York: Oxford University Press, 1973. xiv + 289 pp.
- Values and Conduct. Oxford: Oxford University Press, 1971. x + 227 pp.
- Psychotherapy and Morality: A Study of Two Concepts. New York: Random House, 1966. xii + 174 pp.
- The Language of Art and Art Criticism: Analytic Questions in Aesthetics. Detroit: Wayne State University Press, 1965. 201 pp.
- The Art of Freedom: An Essay in Ethical Theory. Dissertation, Columbia University, 1953.

### Colecciones y números de revistas editadas
- A Companion To Pragmatism. Edited by John R. Shook and Joseph Margolis. Oxford: Blackwell, 2006.
- History, Historicity and Science. Edited by Tom Rockmore and Joseph Margolis. Aldershot, UK and Burlington, Vt.: Ashgate, 2006
- The Philosophical Challenge of September 11. Edited with Armen Marsoobian and Tom Rockmore. Oxford: Blackwell, 2003. 260pp.
- The Quarrel between Invariance and Flux: A Guide for Philosophers and Other Players. With Jacques Catudal. University Park: Pennsylvania State University Press, 2001. 273pp.
- The Philosophy of Interpretation, Edited by Joseph Margolis and Tom Rockmore. Oxford: Basil Blackwell, 2000. (Also published in Metaphilosophy 31.1-2 (January 2000): 1-228.)
- A Companion to Aesthetics. Edited by David E. Cooper with advisory editors Joseph Margolis and Crispin Sartwell. Oxford: Blackwell, 1992.
- The Heidegger Case: On Philosophy and Politics. Edited by Joseph Margolis and Tom Rockmore Philadelphia: Temple University Press, 1992. xii + 437 pp.
- "The Ontology of History", Joseph Margolis, Special Editor. The Monist 74.2 (April 1991): 129-292.
- "Interpretation", Joseph Margolis, Special Editor. The Monist 73.2 (April 1990): 115-330.
- Victor Farías, Heidegger and Nazism. Edited by Joseph Margolis and Tom Rockmore. Philadelphia: Temple University Press, 1989. xxi + 368 pp.
- Rationality, Relativism, and the Methodology of the Human Sciences. Edited by Joseph Margolis, Michael Krausz, and Richard M. Burian. Dordrecht: Martinus Nijhoff, 1986. viii + 234 pp.
- Philosophy Looks at the Arts, 3rd ed. Edited by Joseph Margolis. Philadelphia: Temple University Press, 1986. xii + 605 pp.
- "Is Relativism Defensible?", Joseph Margolis, Special Editor. The Monist 67.3 (July 1984): 291- 482.
- The Worlds of Art and the World. Edited by Joseph Margolis. Grazer Philosophische Studien vol. 19. Ámsterdam: Rodopi, 1983. viii + 203 pp.
- An Introduction to Philosophical Inquiry, 2nd ed. Edited by Joseph Margolis. New York: Alfred A Knopf, 1978. xiv + 679 pp.
- Philosophical Looks at the Arts, 2nd ed. Edited by Joseph Margolis. Philadelphia: Temple University Press, 1978. x + 481 pp.
- Fact and Existence. Edited by Joseph Margolis. Proceedings of the University of Western Ontario Philosophy Colloguium, 1966. Oxford: Blackwell; Toronto: University of Toronto Press, 1969. viii + 144 pp.
- An Introduction to Philosophical Inquiry. Edited by Joseph Margolis. New York: Alfred A. Knopf, 1968. xii + 942 pp.
- Contemporary Ethical Theory. Edited by Joseph Margolis. New York: Random House, 1966. viii + 536 pp.
- Philosophy Looks at the Arts. Edited by Joseph Margolis. New York: Charles Scribner’s Sons, 1962. x + 235 pp.

## Leer también
- Interpretation, Relativism, and the Metaphysics of Culture:  Themes in the Philosophy of Joseph Margolis. Edited by Richard Shusterman and Michael Krausz. Humanity Books, 1999.  427 pages. (includes lengthy 'Replies to my critics' by Margolis)
- Peter A. Muckley: "El pensamiento prohibido de Joseph Zalman Margolis:  Una introducción y un llamamiento".